# Jeanette Malm
Jeanette Marianne Malm (Stoccolma, 21 febbraio 1972) è un'ex pentatleta svedese.

## Palmarès
In carriera ha conseguito i seguenti risultati:
- Europei

Tampere 1999: argento nel pentathlon moderno individuale.